# Hondryches efulensis
Hondryches efulensis är en fjärilsart som beskrevs av Holland 1920. Hondryches efulensis ingår i släktet Hondryches och familjen nattflyn. Inga underarter finns listade i Catalogue of Life.